# Rock Mills (Alabama)
Rock Mills es un lugar designado por el censo ubicado en el condado de Randolph en el estado estadounidense de Alabama. En el año 2000 tenía una población de 676 habitantes y una densidad poblacional de 41,2 personas por km².

## Demografía
En el 2000 la renta per cápita promedia del hogar era de $40,714, y el ingreso promedio para una familia era de $48,393. El ingreso per cápita para la localidad era de $13,093. Los hombres tenían un ingreso per cápita de $31,944 contra $20,117 para las mujeres.

## Geografía
Rock Mills se encuentra ubicado en las coordenadas 33°9′37″N 85°17′25″O / 33.16028, -85.29028. Según la Oficina del Censo, la localidad tiene un área total de 16,4 km² (6,3 mi²), de la cual 16,4 km² (6,3 mi²) es tierra y 0 km² (0 mi²) (0.0%) es agua.